# Euphyia plenifasciata
Euphyia plenifasciata är en fjärilsart som beskrevs av Louis Beethoven Prout 1938. Euphyia plenifasciata ingår i släktet Euphyia och familjen mätare. Inga underarter finns listade i Catalogue of Life.